# Ceiling and visibility OK
Le CAVOK (Ceiling And Visibility OK ou Cloud And Visibility OK) est un terme météorologique de visibilité utilisé en aéronautique.
Pour avoir le CAVOK, il faut que les quatre conditions suivantes soient réunies :
- visibilité ≥ 10 km ;
- pas de nuage au-dessous de la plus élevée des altitudes ou hauteurs suivantes :
  - altitude minimale de secteur[1] la plus élevée,
  - hauteur de 5 000 ft (1 500 m) par rapport à l'aérodrome ;
- pas de phénomène significatif, abréviation anglaise « NSW », « No Significant Weather » ;
- pas de CB (cumulonimbus) ni de TCU (Towering Cumulus, cumulus bourgeonnant).

Ce terme peut être utilisé dans un METAR, un SPECI ou un TAF.